# Towarzystwo Szubrawców

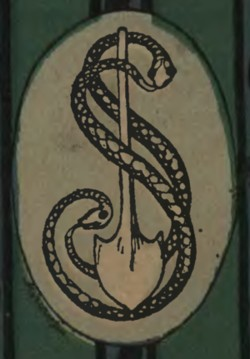
Symbol Szubrawców

Towarzystwo Szubrawców – stowarzyszenie moralne, zorganizowane na podobieństwo masonerii, działające w latach 1817–1822 w Wilnie, a następnie 1899–1914, stawiające sobie za cel zrównanie w prawach wszystkich obywateli, poprawę położenia chłopów oraz zwalczanie przesądów, obskurantyzmu i nieuctwa.

## Historia
Członkami Towarzystwa byli m.in. Michał Baliński, Leon Borowski, Ignacy Chodźko, Jan Chodźko, Antoni Gorecki, Kazimierz Kontrym, Michał Józef Römer, Stanisław Worcell, Antoni Marcinowski, Jan Bogusław Rychter, Józef Sękowski, Jakub Szymkiewicz, Jędrzej Śniadecki, Tomasz Zan, Ignacy Fonberg, Stanisław Bonifacy Jundziłł, Jan Giecewicz, Franciszek Grzymała, Zachariasz Niemczewski, Ignacy Lachnicki, Mikołaj Mianowski, Konstanty Porcyanko, Kazimierz Strawiński, Ignacy Szydłowski (nauczyciel gimnazjum w Świsłoczy a później w Wilnie, tłumacz Byrona), Filip Golański, Józef Karczewski, Wincenty Karczewski. Wszyscy posługiwali się pseudonimami zaczerpniętymi z mitologii litewskiej. Większość z nich należała do lóż masońskich.
Urząd prezydenta pełnili kolejno: Jakub Szymkiewicz (do 1818), Michał Römer i Jędrzej Śniadecki (1819–1822).
Celem Towarzystwa było – zgodnie ze stworzonym kodeksem – wyświecać szpetność tych przywar i nałogów, które z natury swojej nie mogą być prawem powściąganemi (opublikowany w „Tygodniku Wileńskim”). Krytykowali obskurantyzm, pijaństwo, hazard, bezmyślne naśladowanie mody, bezkrytyczne zapatrzenie we własną narodowość, próżniactwo szlachty oraz jej stosunek do chłopstwa. Bezpośrednim powodem zawiązania Towarzystwa był wzrost popularności mesmeryzmu w Wilnie, a w szczególności działalność Ignacego Emanuela Lachnickiego.
Towarzystwo publikowało satyryczne artykuły w „Wiadomościach Brukowych” i „Tygodniku Wileńskim”, odwołując się w swojej publicystyce do antyklerykalnych tradycji okresu oświecenia. Głównym ich orężem była satyra, ironia i drwina. Wszystkie pisma Szubrawców miały być pisane w stylu lekkim i zabawnym, czyli szubrawskim. Zmierzali więc "śmiechem naprawiać zepsute obyczaje".
Po kilku latach istnienia zaprzestało działania wskutek represji policyjnych.
W 1899 wolnomularz Tadeusz Wróblewski reaktywował w Wilnie Towarzystwo Szubrawców (Neoszubrawcy), które spotykało się w „Gospodzie pod Rakarzem”, czyli w mieszkaniu Wróblewskiego (ul. Uniwersytecka 9). Organizacja została rozwiązana w 1914 r.